# Krankenhaus Rheindahlen

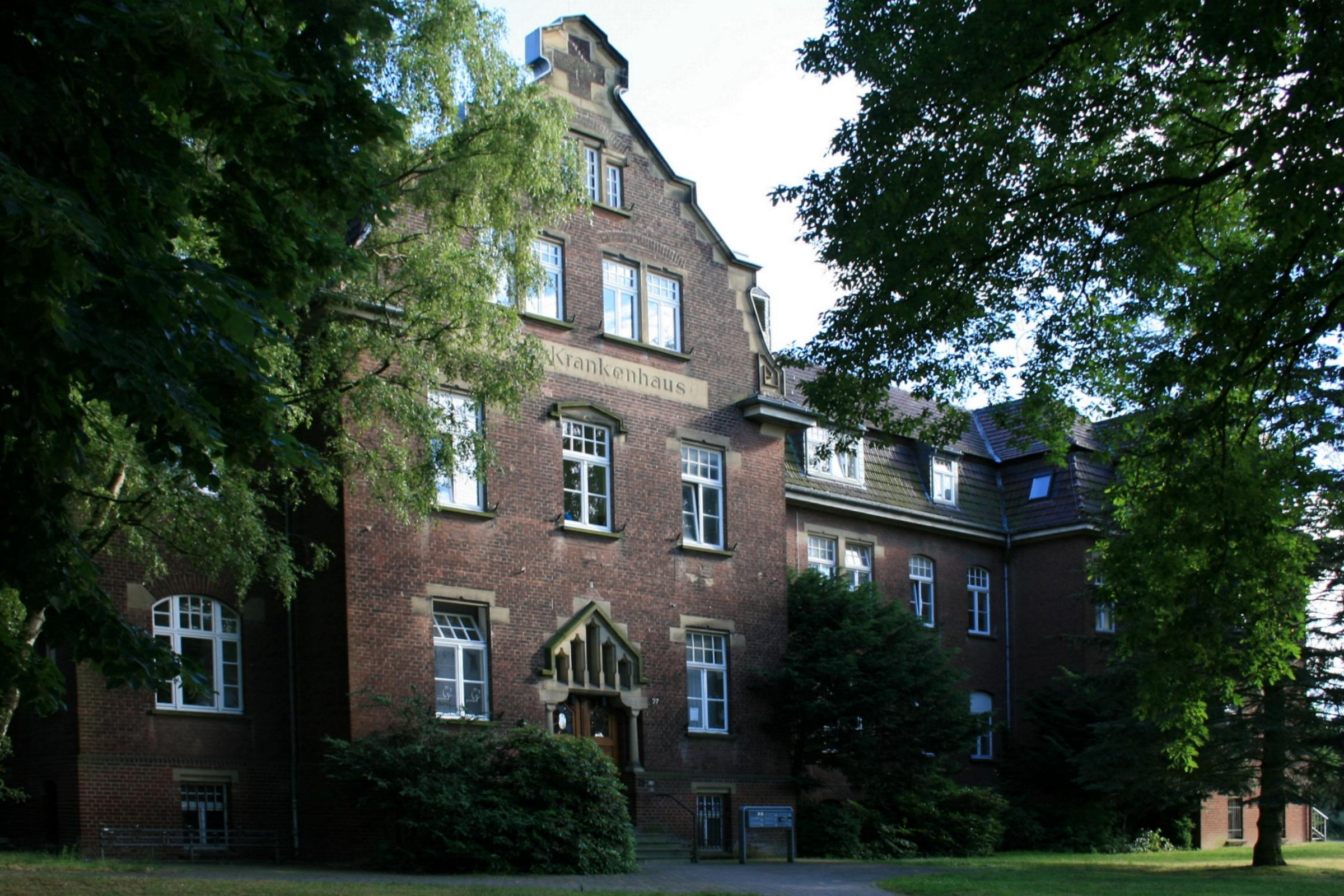
Krankenhaus

Das Krankenhaus Rheindahlen liegt im historischen Stadtkern des Mönchengladbacher Stadtteils Rheindahlen. Seit 2003 begann der Umbau in ein Wohnhaus, der 2007 abgeschlossen wurde.

## Geschichte
Das St. Katharinen-Krankenhaus wurde 1910 durch die Stadt Rheindahlen erbaut und 1967 von den Cellitinnen (Mutterhaus Köln) übernommen. Es wurde unter Nr. S 007 am 15. Dezember 1987 in die Denkmalliste der Stadt Mönchengladbach eingetragen.

## Architektur
Die winkelförmige Anlage aus dunklem Backstein gliedert sich in einen mittleren Längsbau und zwei vorspringende Seitenflügel ungleicher Größe und Gestaltung. Das Gebäude ist ein für seine Entstehungszeit typischer Krankenhausbau und aus ortsgeschichtlichen und architektonischen Gründen schützenswert.